# Carangoides hedlandensis
El jurel hocicón, de nombre científico Carangoides hedlandensis, es una especie de peces de la familia Carangidae en el orden de los Perciformes.

## Morfología
Los machos pueden llegar alcanzar los 32 cm de longitud total. Son de color azul verdoso por encima y plateado por debajo, con una mancha negra sobre el margen superior del opérculo y con la aleta caudal amarillenta.

## Distribución geográfica
Se encuentra desde las  costas de Durban (Sudáfrica) hasta las de Seychelles, Japón, el Mar de Arafura, Australia y Samoa.
Los adultos habitan las aguas costeras de la plataforma continental. Asociado a zonas de arrecife.